# Tautoga
Genre
Tautoga est un genre monospécifique de poissons marins de la famille des Labridae, de l'ordre des Perciformes.

## Liste des espèces
Selon World Register of Marine Species (6 mai 2014), FishBase (6 mai 2014) et ITIS (6 mai 2014) :
- Tautoga onitis (Linnaeus 1758) - Tautogue noir